# Coppa delle nazioni oceaniane 2000
La Coppa delle nazioni oceaniane 2000 (2000 OFC Nations Cup) fu la quinta edizione della Coppa delle nazioni oceaniane, competizione calcistica per nazionali organizzata dalla OFC. La competizione si svolse in Polinesia francese dal 19 giugno 2000 al 28 giugno 2000 e vide la partecipazione di sei squadre: Australia, Isole Cook, Isole Salomone, Nuova Zelanda, Tahiti e Vanuatu. Inizialmente era prevista la partecipazione di Figi, ma a causa delle rivolte civili in corso in quel momento, venne poi sostituita da Vanuatu.
Il torneo valse anche come qualificazione per la FIFA Confederations Cup 2001.

## Formula
- Qualificazioni

Australia e Nuova Zelanda sono qualificate direttamente alla fase finale. Rimangono 10 squadre per 4 posti disponibili per la fase finale: la Coppa della Melanesia 2000 e la Coppa della Polinesia 2000 mettono in palio la qualificazione al torneo per la prima e la seconda qualificata.
- Fase finale

Fase a gruppi - 6 squadre, divise in due gruppi da tre squadre. Giocano partite di sola andata, le prime due classificate si qualificano alle semifinali.
Fase a eliminazione diretta - 4 squadre, giocano partite di sola andata. La vincente si laurea campione OFC e si qualifica alla FIFA Confederations Cup 2001.

## Squadre
| Pr. | Squadra        | Data di qualificazione certa | Partecipante in quanto                           | Partecipazioni precedenti al torneo | Ultima presenza |
| --- | -------------- | ---------------------------- | ------------------------------------------------ | ----------------------------------- | --------------- |
| 1   | Australia      | -                            | Qualificata di diritto                           | 3 (1980, 1996, 1998)                | Australia 1998  |
| 2   | Nuova Zelanda  | -                            | Qualificata di diritto                           | 4 (1973, 1980, 1996, 1998)          | Australia 1998  |
| 3   | Isole Salomone | 15 aprile 2000               | 2ª classificata della Coppa della Melanesia 2000 | 2 (1973, 1980)                      | 1996            |
| 4   | Vanuatu        | 15 aprile 2000               | 3ª classificata della Coppa della Melanesia 2000 | 3 (1973, 1980, 1998)                | Australia 1998  |
| 5   | Tahiti         | 14 giugno 2000               | Vincitrice della Coppa della Polinesia 2000      | 4 (1973, 1980, 1996, 1998)          | Australia 1998  |
| 6   | Isole Cook     | 14 giugno 2000               | 2ª classificata della Coppa della Polinesia 2000 | 1 (1998)                            | Australia 1998  |

Nella sezione "partecipazioni precedenti al torneo", le date in grassetto indicano che la nazione ha vinto quella edizione del torneo, mentre le date in corsivo indicano la nazione ospitante.

## Stadi
È stato scelto uno stadio per ospitare la competizione.
| Papeete                  | PapeeteCoppa delle nazioni oceaniane 2000 (Polinesia francese) |
| Stadio Pater Te Hono Nui | PapeeteCoppa delle nazioni oceaniane 2000 (Polinesia francese) |
| 17°32′24″S 149°33′07″W   | PapeeteCoppa delle nazioni oceaniane 2000 (Polinesia francese) |
| Capienza: 15.000         | PapeeteCoppa delle nazioni oceaniane 2000 (Polinesia francese) |

## Fase finale

### Fase a gruppi

#### Gruppo A
| Pos | Squadra        | G | V | N | P | GF | GS | DG  | Pt | Risultato                        |
| --- | -------------- | - | - | - | - | -- | -- | --- | -- | -------------------------------- |
| 1   | Australia      | 2 | 2 | 0 | 0 | 23 | 0  | +23 | 6  | Qualificate alla fase successiva |
| 2   | Isole Salomone | 2 | 1 | 0 | 1 | 5  | 7  | −2  | 3  | Qualificate alla fase successiva |
| 3   | Isole Cook     | 2 | 0 | 0 | 2 | 1  | 22 | −21 | 0  |                                  |

| Arbitro: | Leaustic |

| |           |  |
| Agostino 18’, 68’ Muscat 21’, 45’ (rig.) Tiatto 24’ Foster 30’, 42’, 51’, 80’ Zdrilic 35’, 65’ Lazaridis 55’ Popović 60’ Corica 70’ Zane 82’, 87’, 89’ | Marcatori |  |

| Arbitro: | Attison |

|                                                       |           |              |
| Suri 33’ Menapi 47’ Samani 63’ Omokirio 74’ Kotto 88’ | Marcatori | 55’ Shepherd |

| Arbitro: | Precious |

|                                                                                 |           |  |
| Chipperfield 6’ Zane 13’, 35’ Omokirio 36’ (aut.) Muscat 39’ (rig.) Cardozo 43’ | Marcatori |  |

#### Gruppo B
| Pos | Squadra       | G | V | N | P | GF | GS | DG | Pt | Risultato                        |
| --- | ------------- | - | - | - | - | -- | -- | -- | -- | -------------------------------- |
| 1   | Nuova Zelanda | 2 | 2 | 0 | 0 | 5  | 1  | +4 | 6  | Qualificate alla fase successiva |
| 2   | Vanuatu       | 2 | 1 | 0 | 1 | 4  | 5  | −1 | 3  | Qualificate alla fase successiva |
| 3   | Tahiti        | 2 | 0 | 0 | 2 | 2  | 5  | −3 | 0  |                                  |

| Arbitro: | Lennie |

|  |           |                              |
|  | Marcatori | 27’ Bouckenooghe 78’ Jackson |

| Arbitro: | Lennie |

|                           |           |          |
| Killen 47’, 84’ Perry 56’ | Marcatori | 14’ Iwai |

| Arbitro: | Lennie |

|                              |           |                           |
| Rousseau 2’ (rig.) Amaru 87’ | Marcatori | 49’ Ben 60’ Iwai 77’ Tura |

### Fase a eliminazione diretta

#### Tabellone
|  | Semifinali     | Semifinali     | Semifinali    |               |           | Finale          | Finale          | Finale          |  |
|  |                |                |               |               |           |                 |                 |                 |  |
|  | Australia      | Australia      | 1             |               |           |                 |                 |                 |  |
|  | Australia      | Australia      | 1             |               |           |                 |                 |                 |  |
|  | Vanuatu        | Vanuatu        | 0             |               |           |                 |                 |                 |  |
|  | Vanuatu        | Vanuatu        | 0             |               | Australia | Australia       | 2               |                 |  |
|  |                |                |               |               | Australia | Australia       | 2               |                 |  |
|  |                |                | Nuova Zelanda | Nuova Zelanda | 0         |                 |                 |                 |  |
|  | Nuova Zelanda  | Nuova Zelanda  | Nuova Zelanda | Nuova Zelanda | 0         | 2               |                 |                 |  |
|  | Nuova Zelanda  | Nuova Zelanda  |               |               |           | 2               |                 |                 |  |
|  | Isole Salomone | Isole Salomone | 0             |               |           | Finale 3º posto | Finale 3º posto | Finale 3º posto |  |
|  | Isole Salomone | Isole Salomone | 0             |               |           |                 |                 |                 |  |
|  |                |                |               |               |           |                 |                 |                 |  |
|  |                |                |               |               |           | Vanuatu         | Vanuatu         | 1               |  |
|  |                |                |               |               |           | Vanuatu         | Vanuatu         | 1               |  |
|  |                |                |               |               |           | Isole Salomone  | Isole Salomone  | 2               |  |

#### Semifinali
| Arbitro: | Precious |

|                  |           |  |
| Muscat 5’ (rig.) | Marcatori |  |

| Arbitro: | Lennie |

|                  |           |  |
| Elliott 51’, 55’ | Marcatori |  |

#### Finale per il 3º posto
| Arbitro: | Leaustic |

|                                |           |          |
| Menapi 53’ Omokirio 69’ (rig.) | Marcatori | 35’ Bibi |

#### Finale per il 1º posto
| Arbitro: | Attison |

|                       |           |  |
| Murphy 40’ Foster 66’ | Marcatori |  |

## Statistiche

### Classifica marcatori
5 reti
- Clayton Zane
- Craig Foster

4 reti
- Kevin Muscat

2 reti
- David Zdrilić
- Paul Agostino
- Chris Killen
- Simon Elliott
- Commins Menapi
- Gideon Omokirio
- Richard Iwai

1 rete
- Danny Tiatto
- Pablo Cardozo
- Scott Chipperfield
- Shaun Murphy
- Stan Lazaridis
- Steve Corica
- Tony Popović
- Daniel Shepherd
- Chris Jackson
- Jonathan Perry

- Kris Bouckenooghe
- Batram Suri
- Henry Kotto
- Jack Samani
- Harold Amaru
- Jean-Loup Rousseau
- Georgina Tura
- Jimmy Ben
- Lexa Bibi

Autorete
- Gideon Omokirio